# Trichomalopsis scaposa
Trichomalopsis scaposa är en stekelart som först beskrevs av Graham 1969.  Trichomalopsis scaposa ingår i släktet Trichomalopsis, och familjen puppglanssteklar. Arten är reproducerande i Sverige.